# 玉龙尾凤蝶
玉龙尾凤蝶（学名：Bhutanitis yulongensis）也称玉龙褐凤蝶，一种分布于中华人民共和国云南省丽江市的鳞翅目昆虫，隶属于凤蝶科尾凤蝶属（褐凤蝶属）。本种与三尾凤蝶（Bhutanitis thaidina）非常相似，主要区别在于双翅黄白带纹间的关系与雌雄外生殖器的区别，有些资料将本种视作三尾凤蝶（Bhutanitis thaidina）同物异名。

## 形态特征

### 成虫
玉龙尾凤蝶成虫翅展85～92毫米。身体和双翅底色皆为黑色，腹面有白色绒毛。前翅有8条黄白色横带，由基部向翅端数第2条斜带近后缘向外弯曲，与第4条相接触，第6条前半段明显分叉。后翅黄白色带纹在中室端部互相交错成网纹状。翅反面与正面大部分相似，脉纹及脉间纹较为清晰。

### 幼虫
5龄幼虫体长约4.5～4.87厘米。头部黑色，身体深黑、灰黑或灰白色。背中线黑色，中线两侧各长有一列肉刺，刺顶黑褐色，长有黑色直立刚毛，肉刺其余大部分为玫瑰红色。腹部侧面也具有2列肉刺，颜色与背面刺列相同。

## 生活史
1年1代。卵期7～10天，幼虫期约50天，蛹期较长，约270天。以蛹滞育越冬。